# Aroldo
Versions successives
- 1850 : Stiffelio (totalement refondu pour donner Aroldo)

Personnages
- Aroldo, chevalier saxon de retour des croisades (ténor)
- Mina, son épouse (soprano)
- Egberto, chevalier âgé, vassal de Kenth, père de Mina(baryton)
- Briano, saint homme (basse)
- Godvino, chevalier de fortune, hôte d'Egberto (ténor)
- Enrico, cousin de Mina (ténor)
- Elena, cousine de Mina (mezzo-soprano)
- Jorg, serviteur d'Aroldo (rôle muet)
- Croisés, gentilshommes et dames de Kenth, écuyers, pages, hérauts, chasseurs saxons, paysans écossais (chœur)

Aroldo est un opéra en 4 actes de Giuseppe Verdi sur un livret en italien de Francesco Maria Piave d'après The Betrothed (Les Fiancés) de Walter Scott et Harold, or The Last of the Saxon Kings d'Edward Bulwer-Lytton et créé au Teatro nuovo de Rimini le 16 août 1857.
Il s'agit de la refonte de Stiffelio, précédente collaboration du compositeur et du librettiste sur le même sujet.

## Genèse
Araldo est une révision du Stiffelio (1850) qui avait été censuré à cause de l'apparence « immorale » de l'argument qui présentait un pasteur protestant trompé par sa femme et dont le caractère germanique des personnages ne convenait pas aux goûts du public italien. En 1856, Verdi décide de réécrire l'histoire en collaboration avec Francesco Maria Piave en s'inspirant de deux romans, The Betrothed (Les Fiancés) de Walter Scott et Harold, or The Last of the Saxon Kings (Harold, le dernier des rois Saxons) d'Edward Bulwer-Lytton.

## Création
Après une année de révision, Aroldo est prêt à être porté à la scène et Verdi choisit Bologne pour la première. Mais Ricordi, son éditeur et ami, suggère la ville de Rimini.

### Distribution
- Aroldo, chevalier saxon de retour des croisades : Emilio Pancani (ténor)
- Mina, son épouse : Marcellina Lotti (soprano)
- Egberto, chevalier âgé, vassal de Kenth, père de Mina : Gaetano Ferri (baryton)
- Briano, saint homme : Giovanni Battista (basse)
- Godvino, chevalier de fortune, hôte d'Egberto : Salvatore Poggiali (ténor)
- Enrico, cousin de Mina : Napoleone Senigaglia (ténor)
- Elena, cousine de Mina : Adelaide Panizza (mezzo-soprano)
- Orchestre et chœurs : Teatro nuovo, Rimini
- Maestro Concertatore :  Giuseppe Verdi
- Directeur d’orchestre : Angelo Mariani
- Direttore di scena : Francesco Maria Piave

## Représentations successives
L'opéra est plus tard présenté à Bologne puis à Turin et Naples.

## Argument
L’action se déroule au XIIIe siècle dans la demeure d'Egberto dans le Kent pendant les trois premiers actes et sur les rives du Loch Lomond en Écosse pendant le dernier.

## Commentaire
Un nombre considérable de changements a transformé les trois actes de la première version, et un acte supplémentaire a été rajouté.

### Sources
- (en) Cet article est partiellement ou en totalité issu de l’article de Wikipédia en anglais intitulé « Aroldo » (voir la liste des auteurs).
- Istituto di studi verdiani
- Ouvrages cités